# Anna Gerresheim
Anna Louise Adolphine Eduardine Gerresheim (* 8. März 1852 in Ribnitz; † 1. Dezember 1921 in Ahrenshoop) war eine deutsche Landschafts- und Bildnismalerin sowie Grafikerin. Sie war Mitbegründerin der Künstlerkolonie Ahrenshoop.

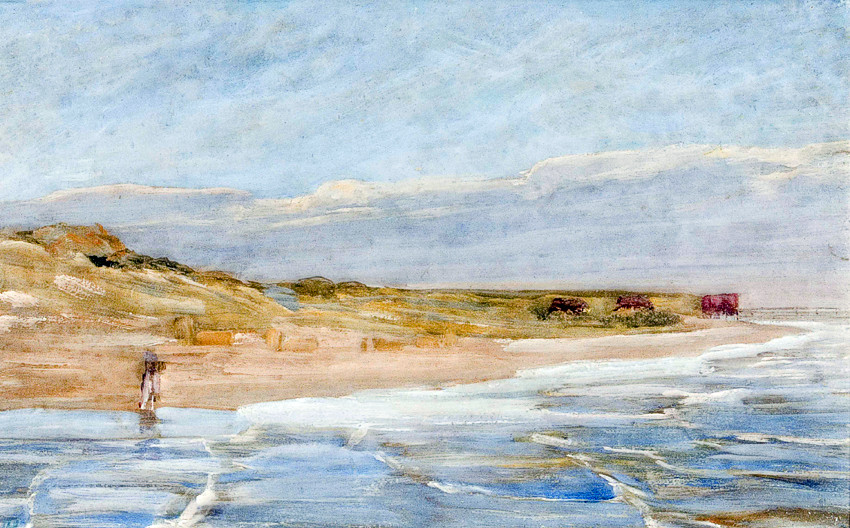
Küste im Morgenlicht (1910)

## Leben

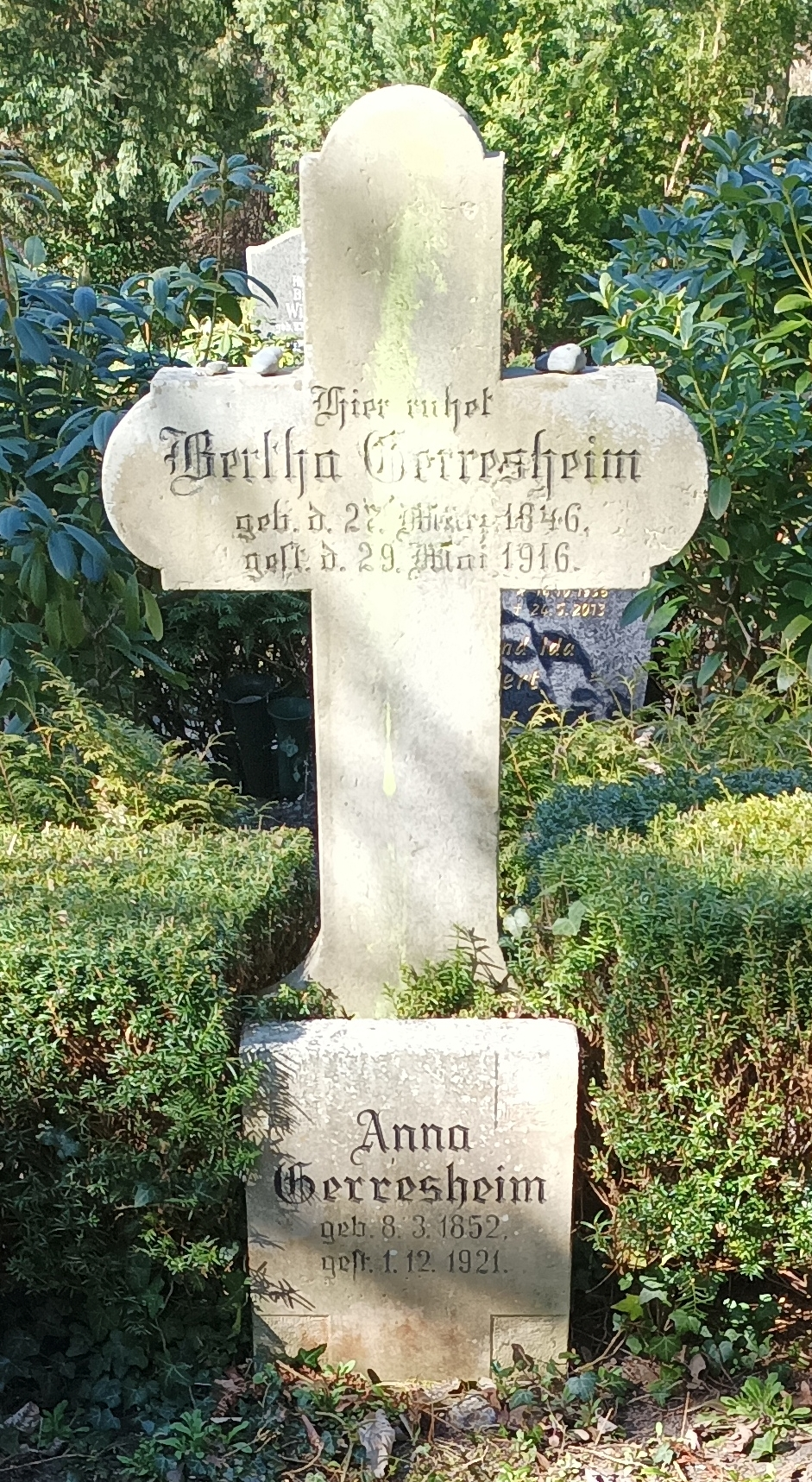
Grab von Anna und Bertha Gerresheim in Ahrenshoop

Anna Gerresheim wurde 1852 als drittes von acht Kindern des Ribnitzer Stadtrates Eduard Adolph Gerresheim und dessen Ehefrau Dorothea Henriette in Ribnitz geboren. Der Wunsch, Malerin zu werden, bestand schon früh. Da Frauen in der Kunst das Studium an Akademien zu dieser Zeit noch nicht gestattet war, ermöglichten ihr die Eltern ab 1874 den Besuch der Malschule von August tom Dieck (1831–1893) in Dresden. Nach dem Tod des Vaters wechselte Gerresheim 1876 für vier Jahre nach Berlin an die Königliche Akademie der Künste in die Damenklasse bei Karl Gussow (1843–1907). 1880 besuchte Anna Gerresheim die Künstlerkolonie im dänischen Hornbæk. 1882 verbrachte sie drei Monate in London und Wales. Im Jahre 1883 schloss sich für weitere drei Monate ein Studienaufenthalt bei Emile Auguste Carolus-Duran (1837–1917) und Jean-Jacques Henner (1829–1905) in Paris an. Von 1884 bis 1898 war Gerresheim Mitglied im Berliner Verein der Künstlerinnen und Kunstfreundinnen. Auf das Jahr 1885 datiert ihr erster Aufenthalt in Ahrenshoop, wo sie 1892 gemeinsam mit ihrer Schwester Bertha (1846–1916) in der Dorfstraße 20 ein Haus baute. Zu ihnen gesellte sich 1906 ihre Schwester Auguste (1838–1908), die, wie auch Bertha, ebenfalls Malerin war. Keine der drei Schwestern war verheiratet und weder Bertha noch Auguste Gerresheim erreichten die Bekanntheit ihrer jüngeren Schwester. Anna Gerresheim lebte bis zum Tod im Haus ihrer Schwester Bertha. Sie wurde auf dem Ahrenshooper Schifferfriedhof beigesetzt.

## Werk

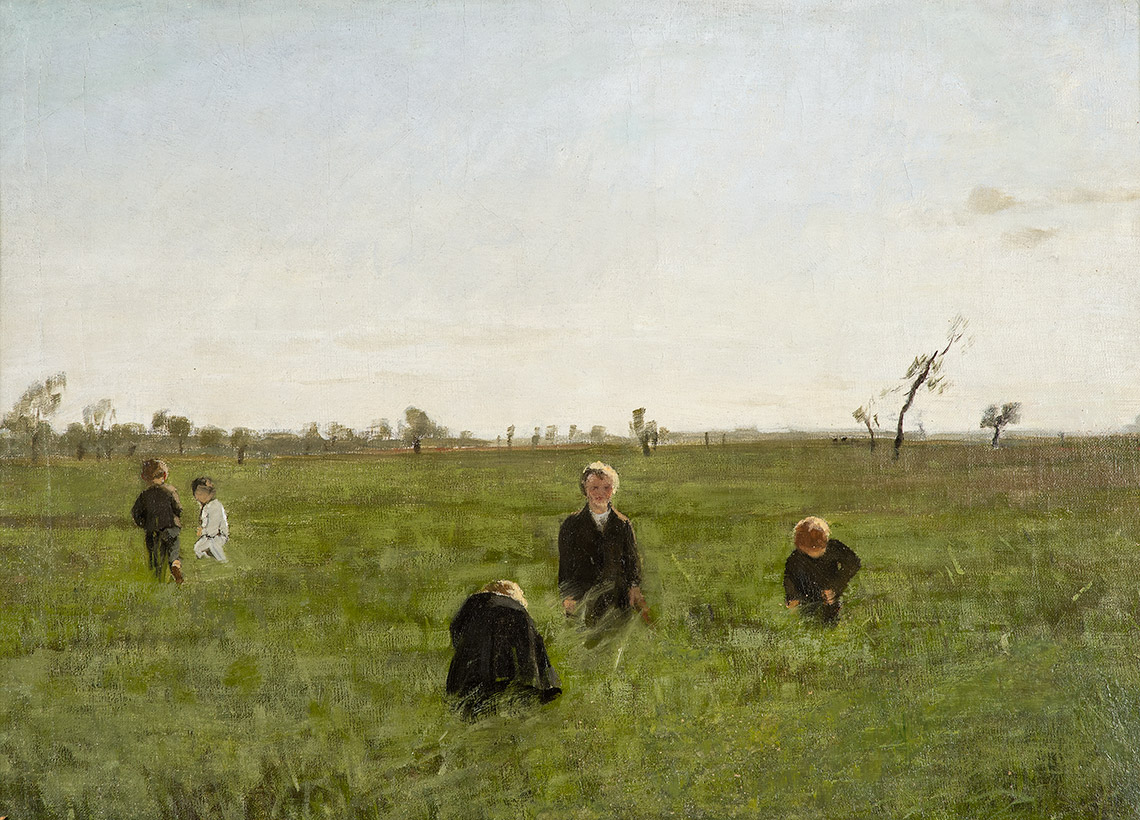
Spielende Kinder in einer Boddenwiese (um 1895)

Während der Jahre an der Berliner Königlichen Akademie der Künste schuf Gerresheim vor allem Porträts und Genrebilder. Nach 1880 entstanden, ausgelöst durch den Aufenthalt in Hornbæk, unter dem Eindruck der Fischerbilder von Peder Severin Krøyer (1851–1909) sowie der Seestücke von Kristian Zahrtmann (1843–1917) viele Landschaftsstudien der Ostsee. 1881 wurde erstmals eines ihrer Gemälde auf der Akademischen Kunstausstellung in Berlin gezeigt. 1882 erfüllte Gerresheim in London und in Wales Porträtaufträge, ab 1884 nahm sie an den Ausstellungen des Berliner Verein der Künstlerinnen und Kunstfreundinnen teil, später war sie außerdem Mitglied im Verein für Original-Radierung in München.
Anna Gerresheim kam 1885 erstmals nach Ahrenshoop, wo sie eine der ersten Künstlerinnen war. Als Mitbegründerin der Künstlerkolonie Ahrenshoop machte sie sich im dortigen gemeinnützigen Verein sowie im renommierten Verschönerungsverein einen Namen. Auch nach 1918, als viele Künstler den Ort verließen, war sie weiter in Ahrenshoop tätig. In der Künstlerkolonie Ahrenshoop fertigte Gerresheim vorwiegend Werke mit Motiven der Ostseeküste, unter anderem Spielende Kinder in einer Boddenwiese, um 1895, Öl auf Leinwand, 47 × 65 cm.

## Werke
- Buchenwald. (um 1885)
- Weiden am Abendhimmel. (um 1890)
- Fischerkaten am Bodden. (um 1895)
- Darßer Wald. (um 1905)
- Selbstbildnis. (um 1905)
- Weidelandschaft. und Bauerngehöft. (im Kulturhistorischen Museum Rostock)
- Hamburger Stimmungen. (1884) – Zyklus mit elf Radierungen
- Berliner Blätter. (1885–1890) – Zyklus mit sechs Radierungen.[3]

## Ausstellungen
- Bis 1914: mehrfach auf den Ausstellungen der Königlichen Akademie der Künste zu Berlin und den Großen Berliner Kunstausstellungen sowie im Münchener Glaspalast: Aus dem Thiergarten bei Berlin. (1881); Haidelandschaft. (1888); Märkische Landkirche (Parlow). (1889); Eine Wildniss. (1893); März. (Tempera) (1897)[1]
- 1884: Ausstellung des „Vereins der Künstlerinnen und Kunstfreundinnen“ in Berlin: Gänsehüterin in Mecklenburg. und Kartoffelaufnehmer.
- 1894: ebenda Oktoberwald. (Tempera), Spillbaumgruppe.[4]
- 1911: in der Mecklenburgischen Kunstausstellung in Schwerin: Winter in Ahrenshoop.
- 1928: Gedächtnisausstellung in der Großen Berliner Kunstausstellung;
- 2002: Ausstellung im Dünenhaus Ahrenshoop und im Singer-Museum Laren Niederlande;[3]
- 2003/2004: Anna Gerresheim – das Grafische Werk – von der Griffelkunst zum Erlebnis der Farbe. Kulturhistorisches Museum Rostock und Kunstkaten Ahrenshoop
- 2016: Anna Gerresheim – „…das ist zeitlos“ – Malerei und Grafik. Deutsches Bernsteinmuseum Ribnitz-Damgarten[5]